# الحزم (ساة)

'

تعديل مصدري - تعديل

الحزم هي إحدى قرى عزلة ساه بمديرية ساة التابعة لمحافظة حضرموت، بلغ تعداد سكانها 260 نسمة حسب تعداد اليمن لعام 2004.